# Benqué-Molère
Benqué-Molère – gmina we Francji, w regionie Oksytania, w departamencie Pireneje Wysokie. W 2013 roku liczba ludności wynosiła 121 mieszkańców.
Gmina została utworzona 1 stycznia 2017 roku z połączenia dwóch ówczesnych gmin: Benqué oraz Molère. Siedzibą gminy została miejscowość Benqué.